# Borniet
Het mineraal borniet is een koper-ijzer-sulfide, een verbinding van sulfiden met koper en ijzer met de verhoudingsformule Cu5FeS4. Het is naar de mineraloog Ignaz von Born (1742-1791) uit Oostenrijk genoemd. Het heeft een orthorombisch kristalstelsel. Het heeft een bruine tot koperrode kleur op een vers breukvlak. Door oxidatie verandert de kleur naar blauw, paars en rood. Het wordt na verhitting magnetisch. De hardheid is 3, de massadichtheid is 5,09 kg/l en het is niet radioactief. Borniet wordt veel in pegmatieten gevonden. Het is een belangrijk kopererts en komt vaak samen voor met het meer voorkomende chalcopyriet. Het is belangrijk voor de hoeveelheid koper dat het bevat: ongeveer 63 massaprocent is koper. Het komt onder andere in Arizona voor, bij Butte en in Mexico.
De afbeelding toont borniet dat een bijna kubisch chalcopyrietkristal bekleedt in een bed van heldere kwartskristallen en glanzende pyrietkristallen. Het kristal heeft een diameter van maximaal 1,5 cm.

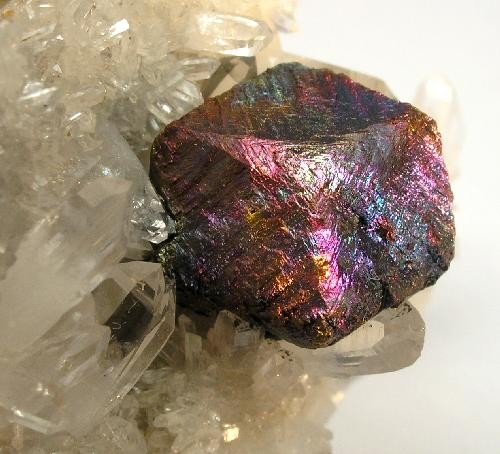
Chalcopyrietkristal

## Lijsten
- Lijst van koperertsen
- Lijst van mineralen
- Lijst van naar een persoon genoemde mineralen

## Websites
- Bornite
- Bornite Mineral Data